# East Putney
East Putney è una stazione della metropolitana di Londra sulla derivazione per Wimbledon della Linea District.

## Storia
Venne aperta da District Railway (DR, oggi linea District) il 3 giugno 1889 sull'estensione da Putney Bridge a Wimbledon.

## Strutture e impianti
L'ingresso della stazione è su Upper Richmond Road a Putney e la stazione si trova al confine tra la Travelcard Zone 2 e la Travelcard Zone 3.

## Galleria d'immagini

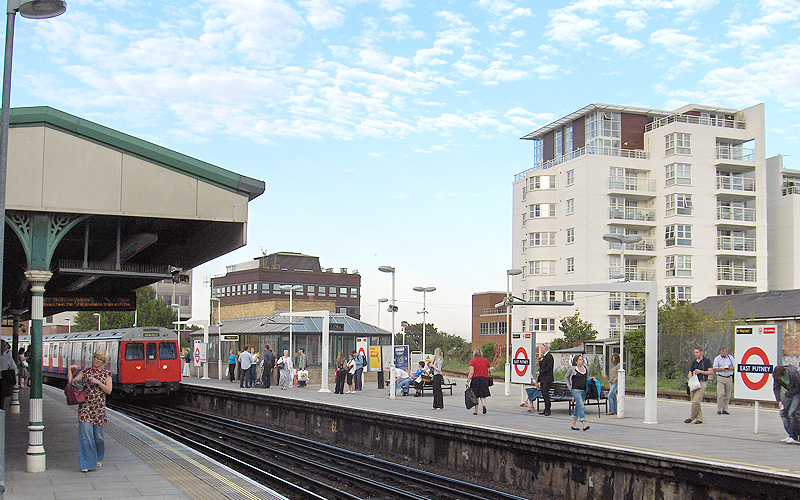
Treno in arrivo alla stazione di East Putney (settembre 2006)